# Nariai-ji

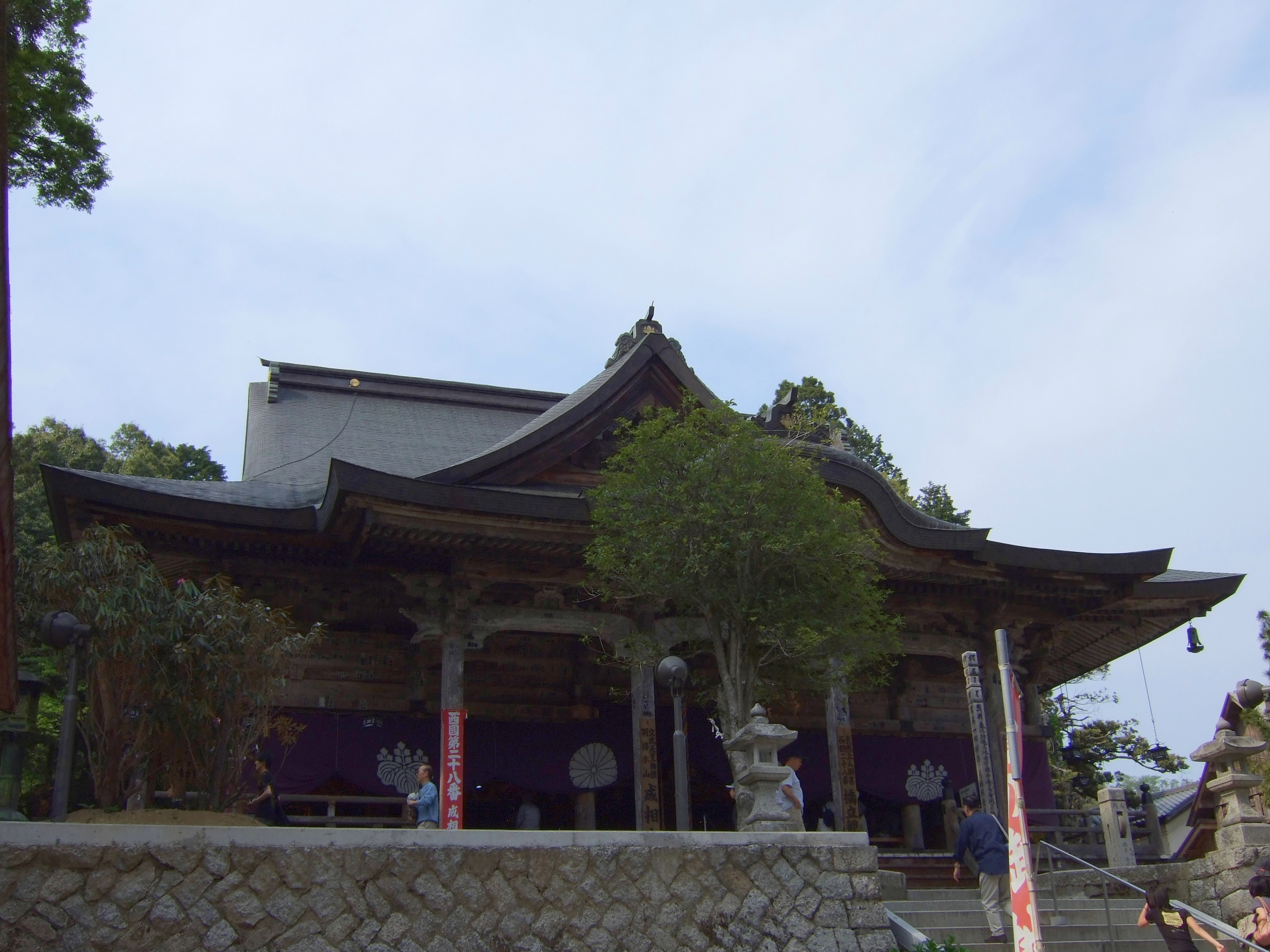
Haupthalle des Nariai-ji

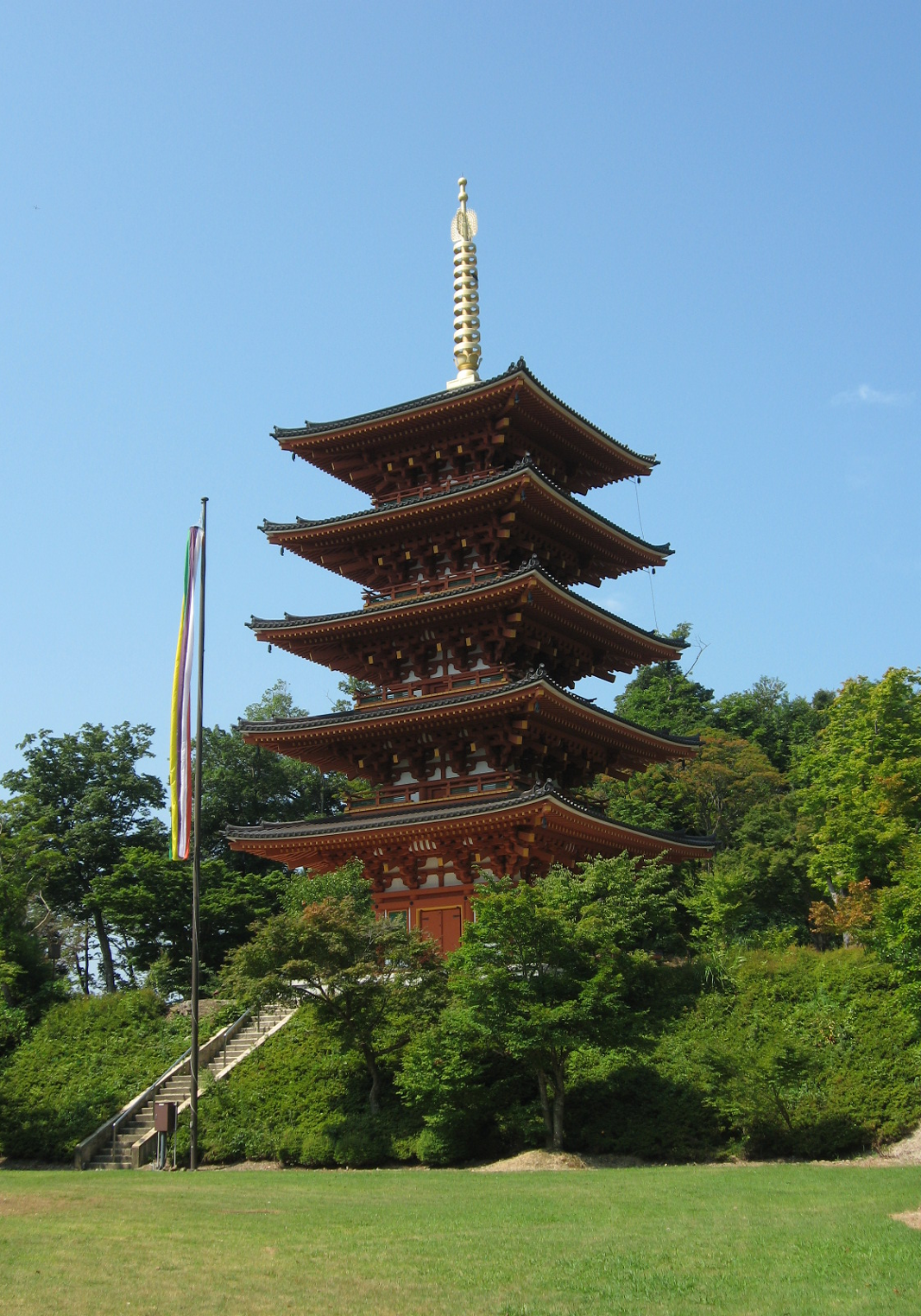
Pagode

Der Nariai-ji (jap. 成相寺) ist ein buddhistischer Tempel in der Gemeinde Miyazu, Präfektur Kyōto in Japan. Der Tempel ist mit der Shingon-Sekte assoziiert. Hauptbildnis des Tempels ist eine Statue der Shō-Kannon. Der Nariai-ji ist der 28. Tempel des Saigoku-Pilgerweges (西国三十三箇所,
Saigoku sanjūsankasho).

## Überblick
Über die Frühzeit des Nariai-ji gibt es keine gesicherten historischen Belege. Die Tempeltradition berichtet, der Mönch Shinnō habe den Tempel 704 gegründet. Das Hauptbildnis des Nariai-ji ist eine sogenannte migawari („sich selbst opfernde“) Kannon. Eine auch in der Sammlung Konjaku Monogatarishū überlieferte Legende berichtet, ein dem Verhungern naher Mönch habe in einem strengen Winter ein verendetes Wildschwein gegessen, um später zu entdecken, dass es die verwandelte Statue Kannons war. Die Statue ist auch als Bijin-Kannon bekannt und wird nur alle 33 Jahre gezeigt.
Das Tempelgelände ist auf einer Schriftrolle des Sesshū Tōyō aus dem Jahr 1400 abgebildet, die sich heute im Nationalmuseum Kyōto befindet. Die heutige Haupthalle des Tempels stammt aus dem Jahr 1779. 2005 wurde das Tempelgelände um eine fünfstöckige Pagode erweitert. Eine aus der Heian-Zeit stammende hölzerne Statue Jizōs und der Eisentrog der Handwaschstelle sind wichtige Kulturgüter Japans. Weiterhin ist das aus der Muromachi-Zeit stammende Nariai-ji sankei Mandala zu nennen.
Pilgerreisen zum Nariai-ji werden häufig mit Besuchen der Nehrung Amanohashidate verbunden, die unterhalb des Berges Nariai-san liegt. Amanohashidate zählt zu den drei schönsten Landschaften Japans.

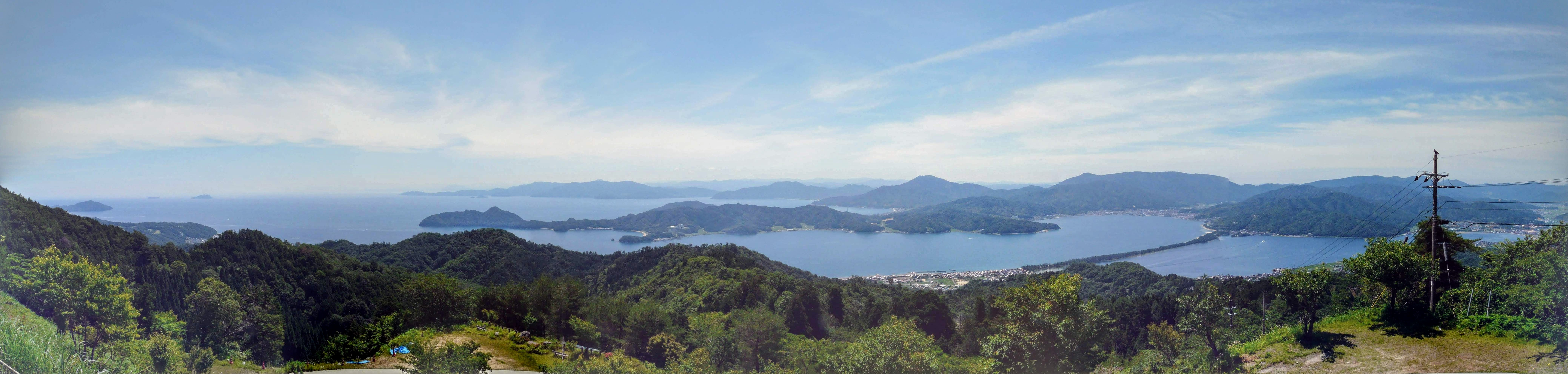
Blick auf die Miyazu-Bucht und Amanohashidate vom Nariai-ji Observatorium